# Jack Clement
Jack Henderson Clement znany też jako Cowboy Jack Clement (ur. 5 kwietnia 1931 w Memphis, zm. 8 sierpnia 2013 w Nashville) – amerykański muzyk country, piosenkarz i producent muzyczny.